# Truyện ngụ ngôn Việt Nam

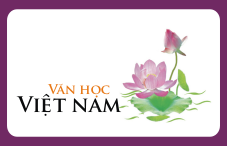
Truyện ngụ ngôn Việt Nam

Truyện ngụ ngôn là truyện kể có thể kể bằng văn xuôi hoặc văn vần, ngắn gọn, hàm súc. Nhân vật trong câu truyện ngụ ngôn có thể là con người; đồ vật, loài vật được nhân hóa,... Truyện thường đưa ra bài học, cách ứng xử của con người trong cuộc sống. 
Trong quá trình sống gần gũi với tự nhiên và chưa hoàn toàn tách mình ra khỏi tự nhiên, người cổ đại đã từng quan sát, tìm hiểu các con vật để dễ săn bắt và tự vệ. Khi con người có ý thức mượn truyện loài vật để nói về con người thì truyện ngụ ngôn xuất hiện.
Nội dung truyện ngụ ngôn Việt Nam thường bao gồm các điểm sau:
- Đả kích (giai cấp thống trị): đó là thói ngang ngược, đạo đức giả của kẻ quyền thế (Khi chúa sơn lâm ngọa bệnh, Chèo bẻo và ác là, Mèo ăn chay...)
- Phê phán thói hư tật xấu của con người: thói huênh hoang đi kèm với bệnh chủ quan, tính tham lam, thói đoán mò (Ếch ngồi đáy giếng, Người nông dân và con lừa, Thả mồi bắt bóng, Cà cuống với người tịt mũi, Thầy bói xem voi...)
- Nêu lên những kinh nghiệm rút ra từ thực tiễn cuộc sống: tuy chưa là ý niệm triết học đích thực nhưng là những bài học bổ ích, khuyên con người nên đứng đúng vị trí của mình, sống cần có lập trường, nêu lên sức mạnh của sự đoàn kết, tác hại của óc xa rời thực tế, đã tin tưởng vào ý kiến vào quá nhiều người mà không nghe theo ý kiến riêng của mình (Quạ mặc lông công, Đẽo cày giữa đường, Chị bán nồi đất, Chuyện bó đũa, Mèo lại hoàn mèo, Ếch ngồi đáy giếng,...)

Các kiểu truyện ngụ ngôn đều có liên quan đến các động vật, những thói sống của con người được khắc hoạ trên truyện ngụ ngôn. Những truyện ngụ ngôn điều mang tính chất và ý nghĩa khác nhau nhưng mấu chốt là giúp con người  hiểu ra những bản chất tốt đẹp (hoặc bẩn thỉu) của con người trong hơn triệu năm tiến hóa và phát triển tạo ra. Những tác giả Việt Nam đã rất tinh tế khi đưa những tính cách vào động vật giống tính cách nó nhất trong dân gian (Ví dụ: con cáo thì lưu manh, xảo quyệt,...).
Trong thế kỷ 21, tuyển tập Ngụ ngôn Bói Cá đã ra đời, nổi bật bởi sự dí dỏm, sắc sảo và cách tiếp cận độc đáo thông qua yếu tố phi lý. Tuyển tập không chỉ khơi gợi nhận thức, thúc đẩy tự phản tỉnh và khả năng kết nối thông tin của người đọc, mà còn truyền cảm hứng để họ dũng cảm đối mặt với sự ngu ngốc của bản thân, tạo nên một hành trình khám phá trí tuệ.